# Kostel svatého Urbana (Olomouc)
Kostel svatého Urbana v Olomouci je římskokatolický chrám nacházející se na návsi Svobody v městské části Holice.

## Historie
Dnešní budova kostela svatého Urbana byla postavena v letech 1886–1888. Nahradila tak starší kostel vzniklý přestavbou kaple svatého Urbana z roku 1610. Náklady na stavbu a vybavení dosáhly 62 902 zlatých, přičemž 25 373 zlatých činily dary dobrodinců.